# 뉴클레오솜
뉴클레오솜 또는 뉴클레오좀은 유전체를 감아서 저장하는 단계 중에서 히스톤 단백질 8개를 모아서 동태를 만들고 그 둘레에 DNA분자가 둘러 있는 한 개를 말한다. 이것은 DNA저장의 가장 기본 단위이다. 영국 케임브리지의 MRC센터에서 포닥을 하면서 단구조해석을 배운 미국 출신의 구조생물학자 티모시 리치먼드에 의해 그 구조가 2000년대 초에 규명되었다.

## 히스톤
한편 엑손과 인트론의 절편으로 길게 이어지는 DNA 이중 나선은 히스톤(histone)이라는 특수한 단백질에 의해 포장되어 있고, 이 복합체를 뉴클레오솜(nucleosome)이라 한다. 염색질(chromatin)의 기본 구조 단위는 뉴클레오솜(nucleosome)이다.
히스톤(histone)은 아르지닌, 리신이 풍부한 염기성 단백질로 진핵세포를 갖는 동식물 세포의 핵(核)에서 디엔에이(DNA)와 결합하여 뉴클레오솜(nucleosome)을 형성한다.  이러한  히스톤 H1과 중심 뉴클레오솜을 합쳐서 크로마토좀(chromatosome)이라 한다.
| |
| 히스톤을 감싼 코어(core) DNA 그리고 이를 또다시 링커(linker) DNA 와 히스톤 H1이 이를 안정시키고있다. |

코어 히스톤들(H2A,H2B,H3,H4 각각2개의 쌍으로 총8개)로 형성된 옥타머(octamer)결합

## 같이 보기
- 슈퍼코일